# Susanne Grainger
Susanne Grainger (London (Ontario), 30 december 1990) is een Canadees roeister.
Grainger nam tweemaal deel aan de Olympische Zomerspelen en won in Tokio de gouden medaille in de acht. Grainger won op de wereldkampioenschappen vier zilveren en één bronzen medaille in de acht.

## Resultaten

### Olympische Zomerspelen
| Jaar | Plaats         | Resultaten    |
| ---- | -------------- | ------------- |
| 2016 | Rio de Janeiro | 5e in de acht |
| 2021 | Tokio          | in de acht    |

### Wereldkampioenschappen roeien
| Jaar | Plaats              | Resultaten                        |
| ---- | ------------------- | --------------------------------- |
| 2013 | Chungju             | in de acht                        |
| 2014 | Amsterdam           | in de acht                        |
| 2015 | Aiguebelette-le-Lac | in de acht                        |
| 2017 | Sarasota            | in de acht · 9e in de vier-zonder |
| 2018 | Plovdiv             | in de acht                        |
| 2019 | Ottensheim          | 4e in de acht                     |

1976: Goretzki & Knetsch & Richter & Ahrenholz & Kallies & Ebert & Lehmann & Müller & Wilke ·
1980: Boesler & Neisser & Köpke & Schütz & Kühn & Richter & Sandig & Metze & Wilke ·
1984: O'Steen & Metcalf & Bower & Graves & Flanagan & Norelius & Thorsness & Keeler & Beard ·
1988: Strauch & Zeidler & Haacker & Wild & Kluge & Schröer & Balthasar & Stange & Neunast ·
1992: Barnes & Taylor & Delehanty & Crawford & McBean & Worthington & Monroe & Heddle & Thompson ·
1996: Tănase & Cochelea & Gafencu & Spîrcu & Olteanu & Lipă & Popescu & Ignat & Georgescu ·
2000: Damian & Susanu & Olteanu & Cochelea & Dumitrache & Lipă & Gafencu & Ignat & Georgescu ·
2004: Florea & Susanu & Bărăscu & Papuc & Gafencu & Lipă & Damian & Ignat & Georgescu ·
2008: Cafaro & Cummins & Davies & Francia & Goodale & Lind & Logan & Shoop & Whipple ·
2012: Cafaro & Francia & Lofgren & Ritzel, Musnicki & Logan & Lind, Davies & Whipple ·
2016: Elmore & Gobbo & Logan & Musnicki, Polk & Regan & Schmetterling & Simmonds & Snyder ·
2020: Roman & Gruchalla-Wesierski & Roper & Proske & Grainger & Mailey & Payne & Wasteneys & Kit ·
2024: Rusu & Anghel & Bodnar & Lehaci & Adam & Bereș & Vrînceanu & Radiș & Petreanu